# إبراهيم حيدر الكاظمي
 إبراهيم بن حيدر بن إبراهيم بن محمد بن علي الحسني البغدادي الكاظمي (1250 هـ - 1318 هـ). هو رجل دين شيعي عراقي كانت ولادته سنة بمدينة الكاظمية سنة 1250 هـ، وهو ينتسب لأسرة آل حيدر المعروفة في الكاظمية، والتي طائفة منهم قطنت بغداد.
ذكر محسن الأمين في ترجمته له بموسوعة أعيان الشيعة أنه ابتدأ دراسته الحوزوية في الكاظمية، ثم هاجر إلى النجف، ودرس فيها مدة ثم عاد إلى الكاظمية وباشر بحضور دروس أحد أقربائه وهو محمد بن أحمد آل حيدر الكاظمي، بالإضافة إلى دروس محمد تقي بن حسن بن أسد الله التستري الكاظمي.

## مؤلفاته
له من المؤلفات التي ذكرها بعض من ترجم له:
| - هداية المسترشدين إلى معرفة الإمام المبين. ذُكر في الذريعة، وهما مجلدان في الإمامة. - هداية العباد ليوم المعاد. ذكره الطهراني قائلاً عنه: ”جمع فيه أخبار الاحكام الدين وعقائد المؤمنين ومواعظ وحكم وبعض المعجزات. رتبه على أربعين بابا في طيها 300 فصل“. | - أعمال شهر رمضان. - مجموعة. ذكرها محسن الأمين في ترجمته له بموسوعة أعيان الشيعة قائلاً عنه: ”مجموعة ذات أخبار وفوائد“ نقلاً عن أحد أفراد أسرة الكاظمي. |

## وفاته
توفي بمسقط رأسه الكاظمية سنة 1318 هـ ودفن فيها في مقبرة آل حيدر في صحن مشهد الكاظميين.

### كتب
- أعيان الشيعة. محسن الأمين، طبع بيروت - لبنان، تاريخ الطبع مفقود، منشورات دار التعارف.
- الذريعة إلى تصانيف الشيعة. آغا بزرگ الطهراني، طبع بيروت - لبنان، تاريخ الطبع مفقود، منشورات دار الأضواء.

### إشارات مرجعية
1. 1 2 3 4  
الأمين، محسن. أعيان الشيعة - ج2. ص. 137. مؤرشف من الأصل في 2019-12-09.
2. ↑  الطهراني، آغا بزرگ. الذريعة إلى تصانيف الشيعة - ج25. ص. 194. مؤرشف من الأصل في 2019-12-22.
3. ↑  الطهراني، آغا بزرگ. الذريعة إلى تصانيف الشيعة - ج25. ص. 185. مؤرشف من الأصل في 2019-12-22.
4. ↑  الطهراني، آغا بزرگ. الذريعة إلى تصانيف الشيعة - ج2. ص. 246. مؤرشف من الأصل في 2019-12-15.